# Hold On (canção de Justin Bieber)
"Hold On" é uma canção gravada pelo cantor canadense Justin Bieber para seu sexto álbum de estúdio, Justice. A canção foi escrita por Bieber com Ali Tamposi, Jon Bellion, Luiz Bonfa, Walter De Backer e os produtores Andrew Watt e Louis Bell. Foi lançado em 5 de março de 2021, pela Def Jam Recordings como o quarto single do álbum.

## Créditos e pessoal
Créditos adaptados do Tidal.
- Justin Bieber – vocais, vocais de fundo, composição
- Andrew Watt – composição, produção, vocais de fundo, baixo, guitarra
- Louis Bell – composição, produção, vocais de fundo, programação
- Alexandra Tamposi – composição, vocais de fundo
- Jonathan Bellion – composição, vocais de fundo
- Luiz Bonfa – composição
- Walter De Becker – composição
- Colin Leonard – masterização
- Josh Gudwin – mixagem
- Heidi Wang – assistência de mixagem
- Devin Nakao – gravação
- Paul LaMalfa – gravação

## Posições nas tabelas musicais
| Tabela musical (2021)                | Melhor posição |
| ------------------------------------ | -------------- |
| Alemanha (GfK Entertainment Charts)  | 37             |
| Austrália (ARIA)                     | 13             |
| Áustria (Ö3 Austria Top 40)          | 20             |
| Bélgica (Ultratop 50 de Flandres)    | 25             |
| Canadá (Canadian Hot 100)            | 7              |
| Chéquia (Singles Digitál Top 100)    | 21             |
| Dinamarca (Hitlisten)                | 6              |
| Eslováquia (Singles Digitál Top 100) | 13             |
| Espanha (PROMUSICAE)                 | 100            |
| Estados Unidos (Billboard Hot 100)   | 26             |
| França (SNEP)                        | 120            |
| Global 200 (Billboard)               | 21             |
| Hungria (Single Top 40)              | 15             |
| Hungria (Stream Top 40)              | 27             |
| Irlanda (IRMA)                       | 16             |
| Japão (Japan Hot 100)                | 70             |
| Noruega (VG-lista)                   | 9              |
| Nova Zelândia (RMNZ)                 | 20             |
| Países Baixos (Dutch Top 40)         | 21             |
| Países Baixos (Mega Single Top 100)  | 18             |
| Portugal (AFP)                       | 37             |
| Reino Unido (UK Singles Chart)       | 25             |
| Singapura (RIAS)                     | 6              |
| Suécia (Sverigetopplistan)           | 28             |
| Suíça (Schweizer Hitparade)          | 29             |